# Lahovna
Láhovna je naselje ob severnem robu Celja.

## Prebivalstvo
Etnična sestava 1991:
- Slovenci: 92 (97,9 %)
- Hrvati: 2 (2,1 %)